# 태극궁
태극궁(중국어: 太极宫) 또는 대흥궁(중국어 간체자: 大兴宫, 정체자: 大興宮, 병음: Dà xīng gōng, 한자음: 대흥궁)은 수나라 시기 장안에 지어진 수당시대 초기의 궁궐로, 당나라 시기의 궁전인 대명궁 서쪽에 있다.

## 이름
수나라 때에는 대흥궁이라고 불렸다. 그러다가 당나라 때부터 태극궁이라고 불려지기 시작했다.

## 역사
수나라 초기(582년-583년)인 개황 때 지어져 2-3년간 지어졌다. 이후 수나라와 당나라 초기의 정치적 행정 중심지였다. 당 고종 재위 2년인 662년에도 공사는 계속되었다.
당 고종 때 대명궁으로 정치적 중심지를 옮겼으나 여전히 중요한 궁전 중 하나였다.

## 크기
동서로 1,285m, 남북 길이로는 1,492.1m, 면적은 1.9㎢인데, 이는 베이징의 자금성보다 더 큰 규모였다.

## 같이 보기
- 수나라
- 장안
- 수 문제